# La Voulte-sur-Rhône
La Voulte-sur-Rhône är en kommun i departementet Ardèche i regionen Auvergne-Rhône-Alpes i sydöstra Frankrike. Kommunen ligger  i kantonen La Voulte-sur-Rhône som ligger i arrondissementet Privas. År 2022 hade La Voulte-sur-Rhône 4 762 invånare.

## Befolkningsutveckling
Antalet invånare i kommunen La Voulte-sur-Rhône
Referens: INSEE

## Galleri

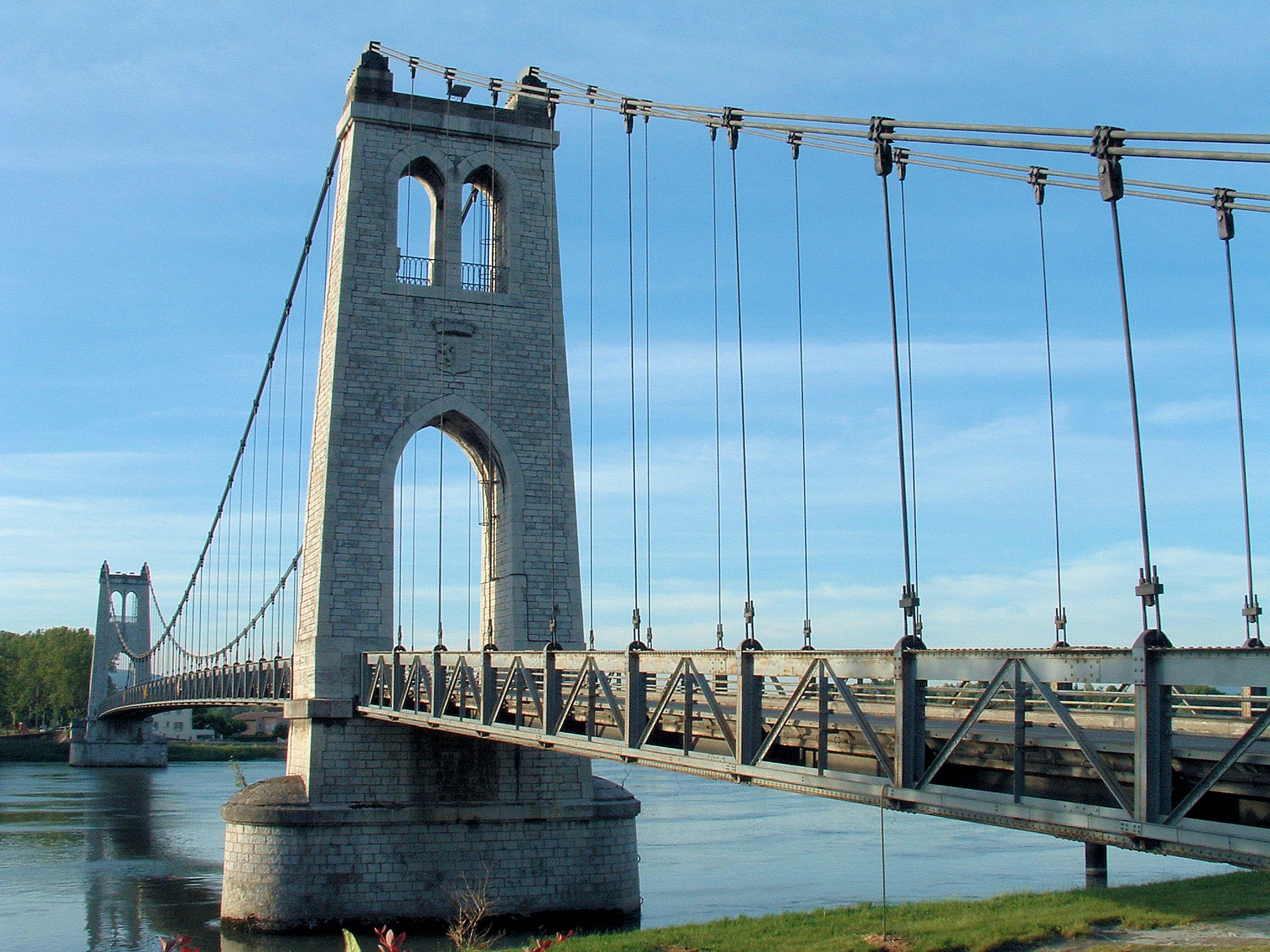
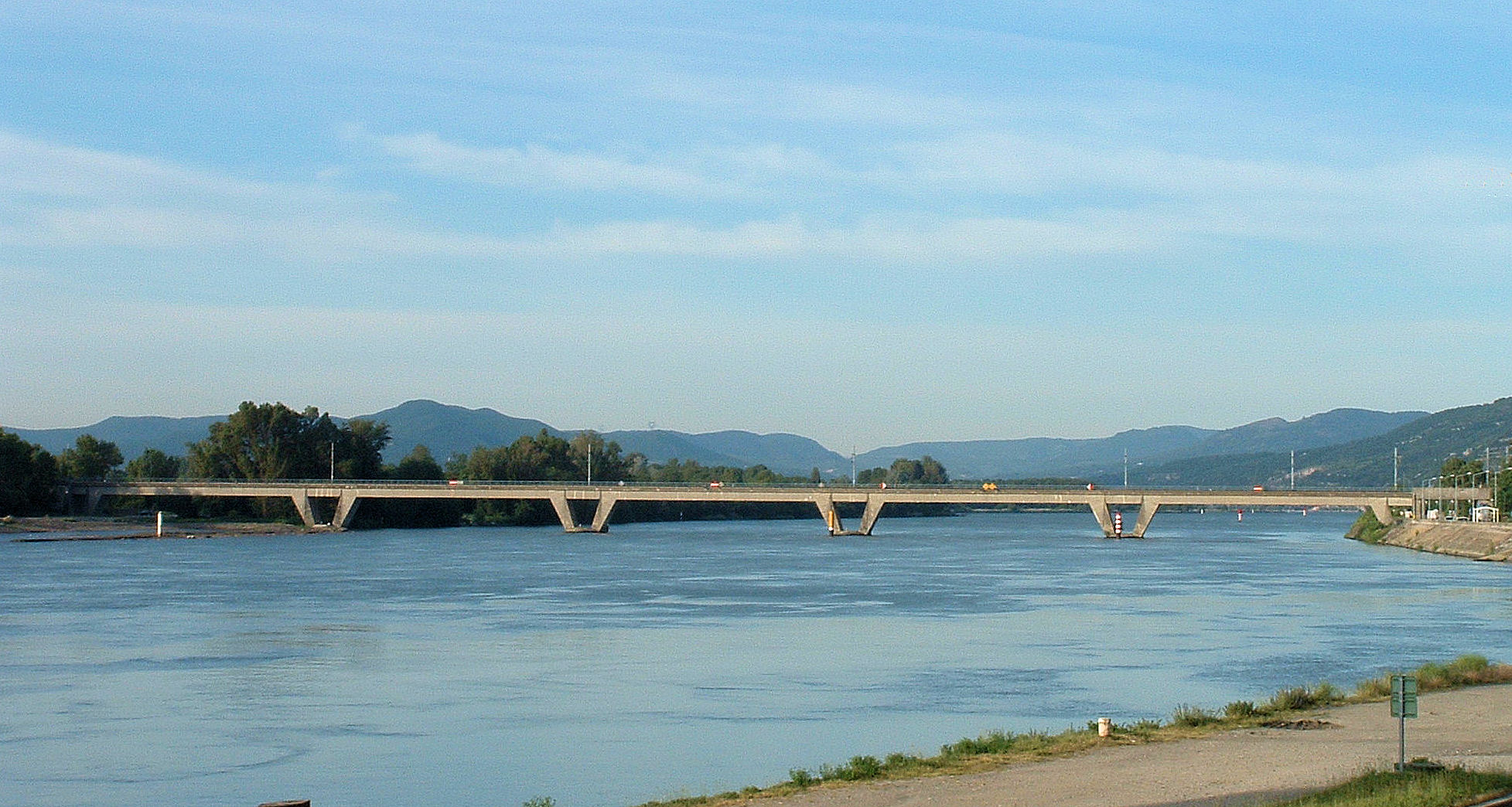
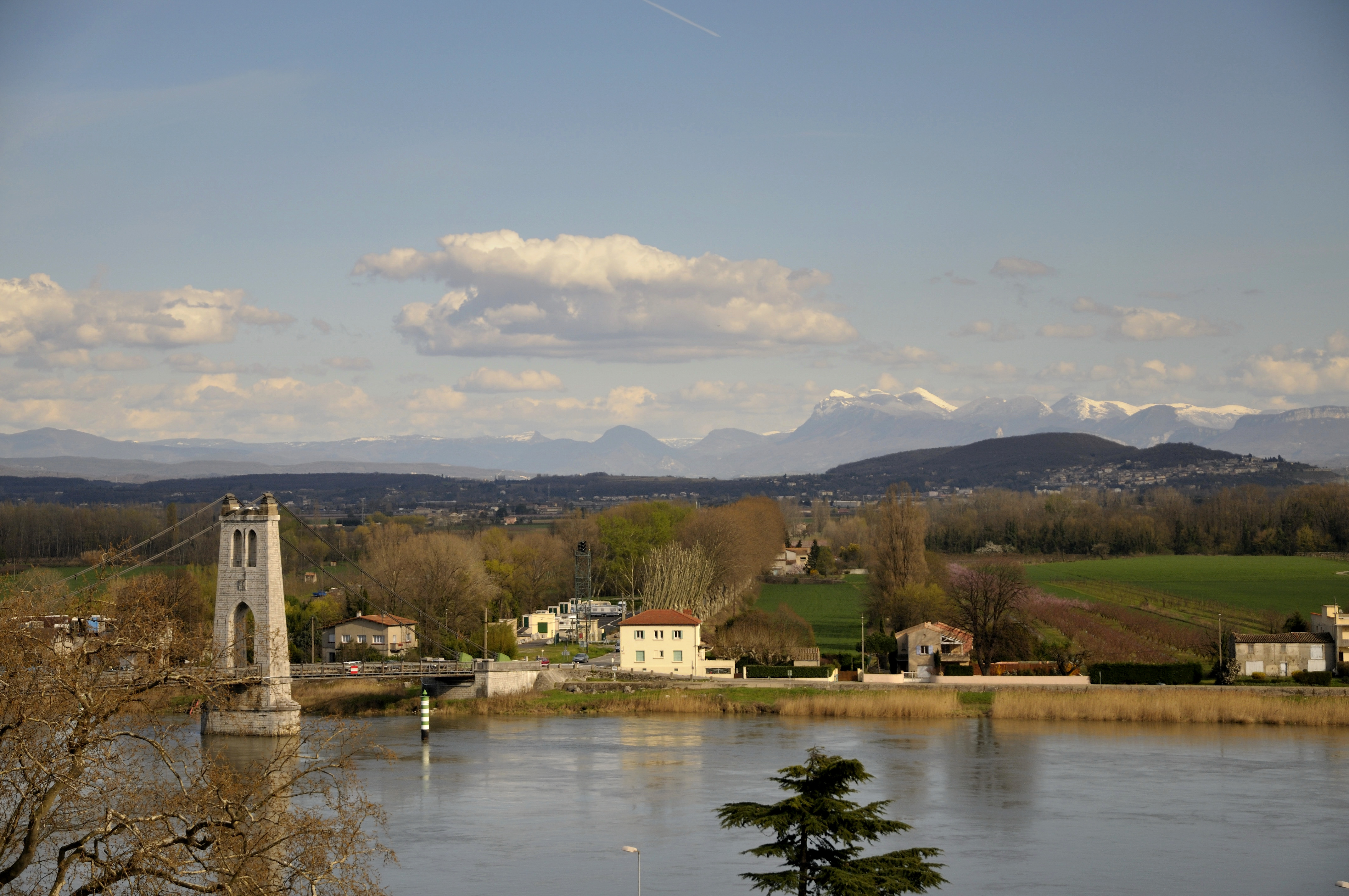
v
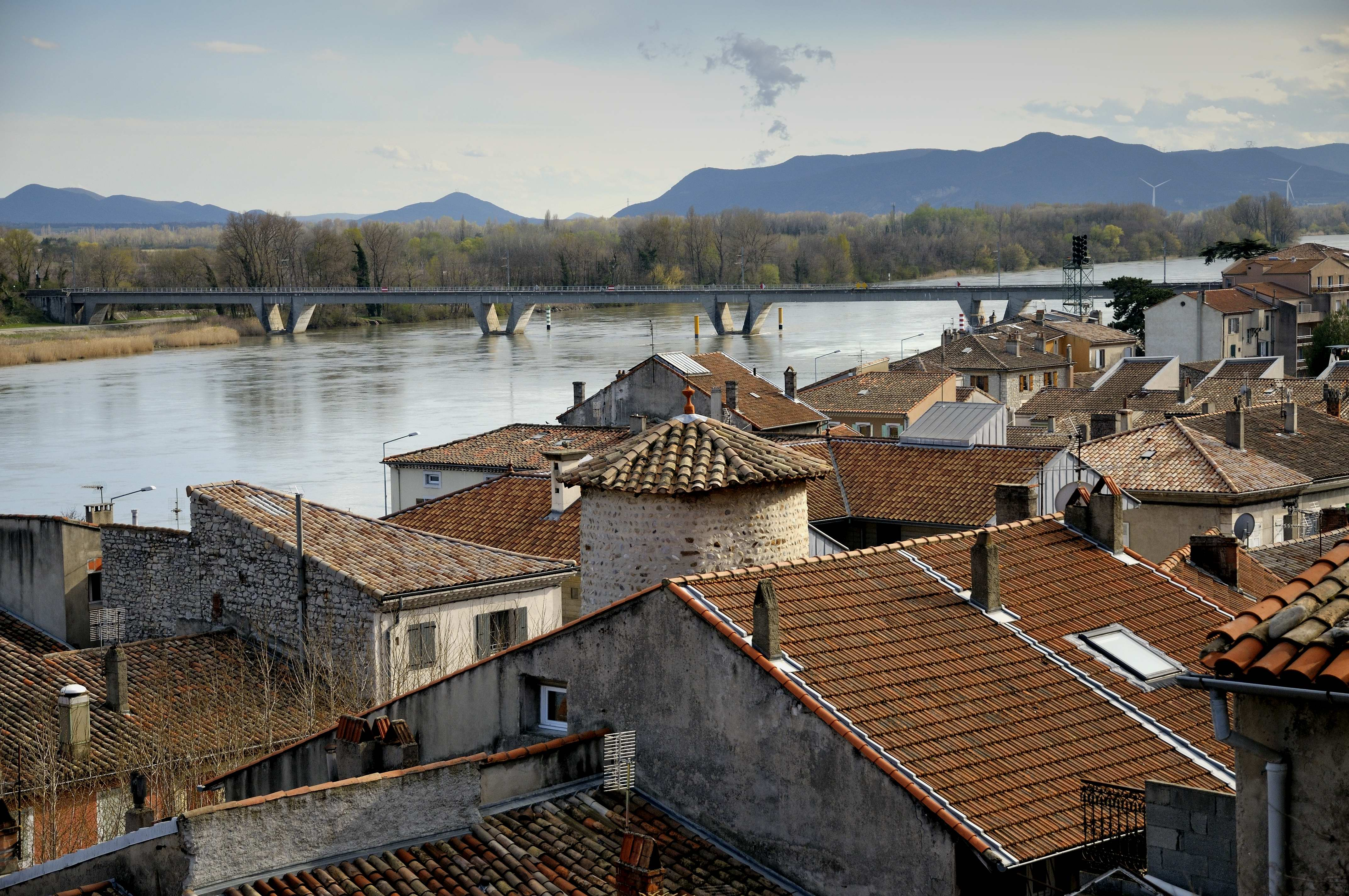
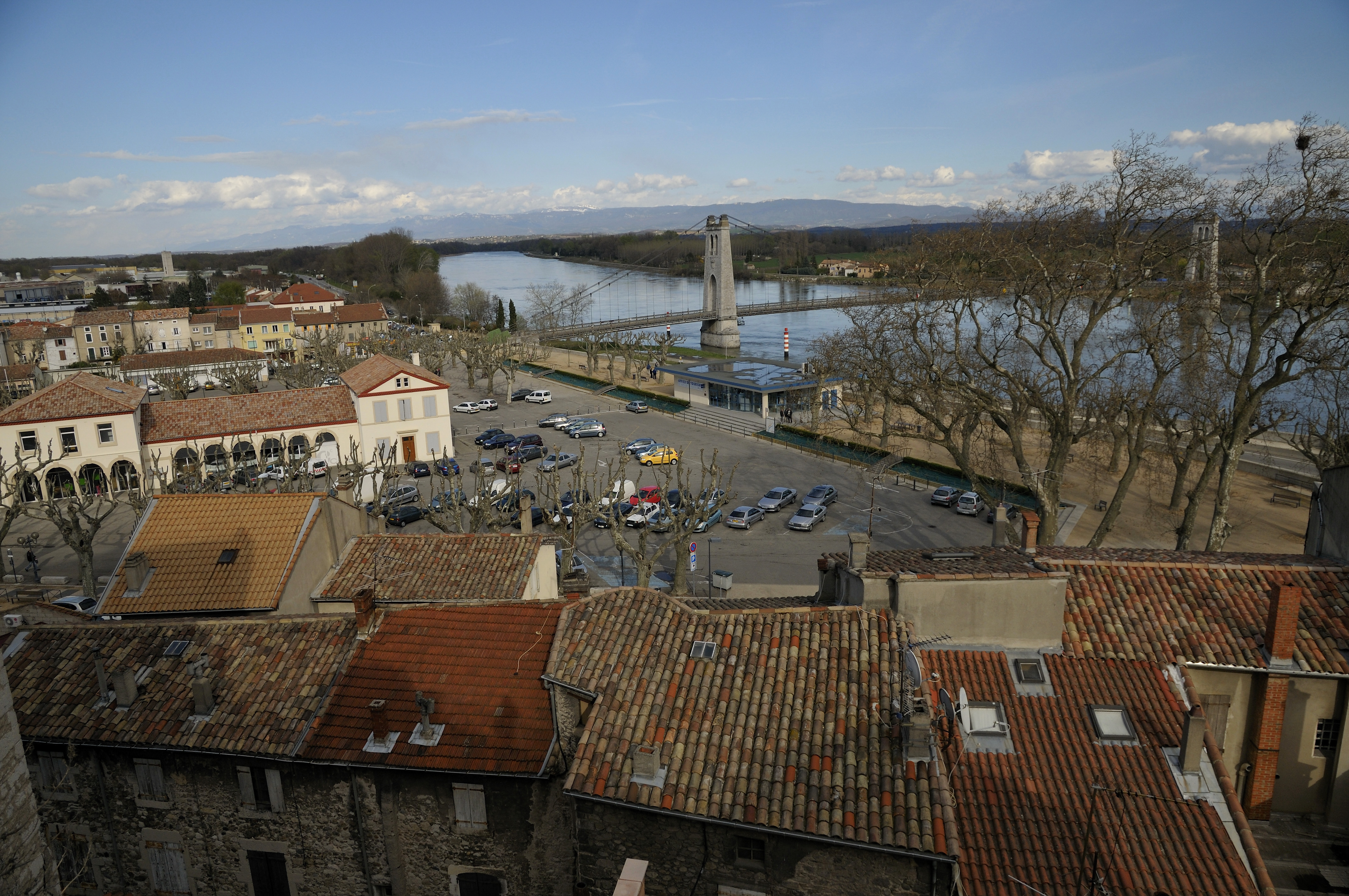
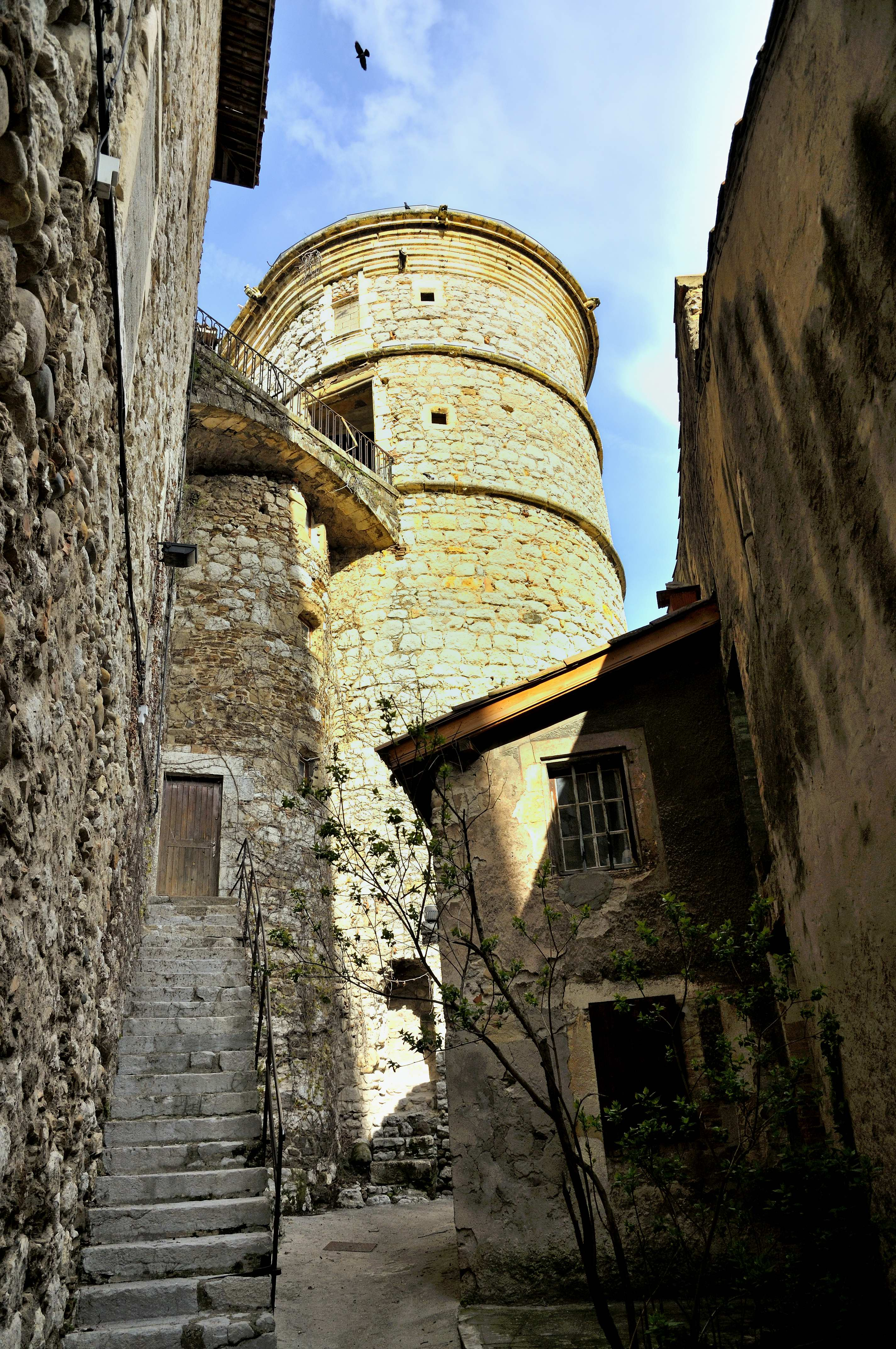
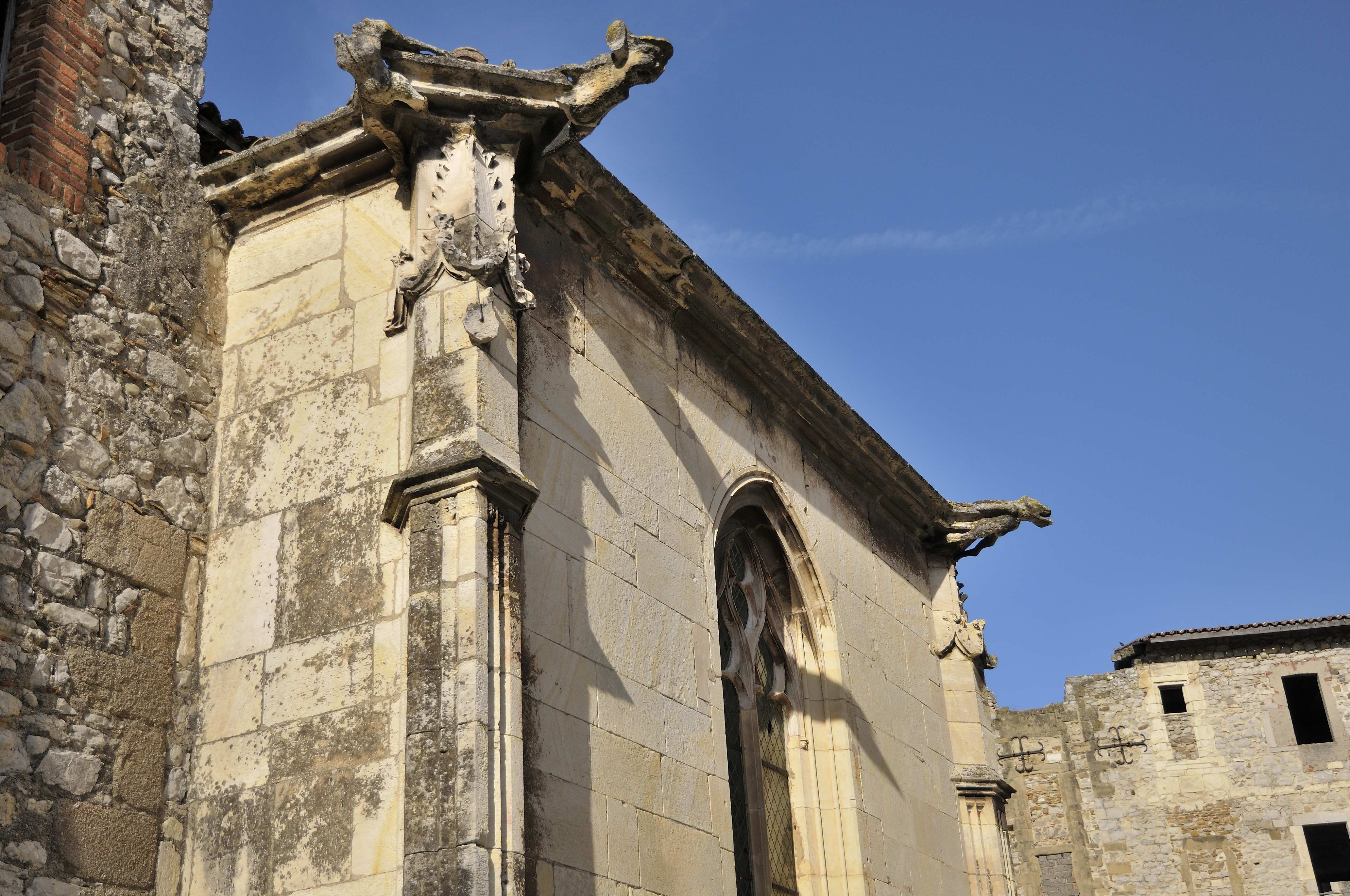